# Эльче
Э́льче (вал. Elx, исп. Elche) — город и муниципалитет в Испании, входит в провинцию Аликанте в составе автономного сообщества Валенсия. Муниципалитет находится в составе района (комарки) Бахо-Виналопо. Занимает площадь 326,07 км². Население — 230822 человека (на 2010 год). Расстояние до административного центра провинции — 21 км.
Покровителями города считаются святой Агафангел и святая дева де ла Асунсион (Успения).

## Эльче в списках Всемирного наследия ЮНЕСКО
Эльче известен внесёнными в список Всемирного наследия ЮНЕСКО пальмовыми рощами, а также как место находки знаменитой «Дамы из Эльче».
Ежегодно в Эльче, в Базилике Святой Марии, 14 и 15 августа происходит религиозное театрализованное музыкальное представление, посвящённое вознесению Пресвятой Богородицы и называемое «Мистерия Эльче». История этих представлений восходит к середине XV века. В 2001 году «Мистерия Эльче» была провозглашена ЮНЕСКО шедевром нематериального наследия человечества.

## Население
| Год  | Численность | Численность   |
| ---- | ----------- | ------------- |
| 2001 | 198 190     | [ 6 ]         |
| 2002 | 201 731     | [ 7 ]         |
| 2003 | 207 163     | [ 8 ]         |
| 2004 | 209 439     | [ 9 ]         |
| 2005 | 215 137     | [ 10 ]        |
| 2006 | 219 032     | [ 11 ]        |
| 2007 | 222 422     | [ 12 ]        |
| 2008 | 228 348     | [ 13 ]        |
| 2009 | 230 112     | [ 14 ]        |
| 2010 | 230 822     | [ 15 ]        |
| 2011 | 230 354     | [ 16 ]        |
| 2012 | 230 587     | [ 17 ]        |
| 2013 | 230 224     | [ 18 ]        |
| 2014 | 228 647     | [ 19 ]        |
| 2015 | 227 312     | [ 20 ]        |
| 2016 | 227 659     | [ 21 ]        |
| 2017 | 228 675     | [ 22 ]        |
| 2018 | 230 625     | [ 23 ] [ 24 ] |
| 2019 | 232 517     | [ 25 ]        |
| 2020 | 234 765     | [ 26 ]        |
| 2021 | 234 205     | [ 27 ]        |
| 2022 | 235 580     | [ 28 ]        |
| 2023 | 238 293     | [ 29 ]        |
| 2024 | 243 128     | [ 1 ]         |

## Культура Эльче

### Гран театр
Гран театр Эльче (исп. El Gran Teatro de Elche) спроектирован архитектором Альфонсо Гарином и построен в начале 20-го века. Он был открыт в 1920 году под названием Курсаал Театр (исп. Kursaal Theatre). Главный зал имеет форму подковы. По бокам главного зала имеются два амфитеатра. В начале девяностых годов здание было приобретено в городом и стало муниципальной собственностью. После реформы театр был вновь открыт 16 мая 1996 года королевой Софией. Он расположен в историческом центре города, главный вход для зрителей находится на площади Глориета (исп. Plaza de La Glorieta). В Гран театре происходят все виды театральных, танцевальных и музыкальных представлений.

## Фотографии

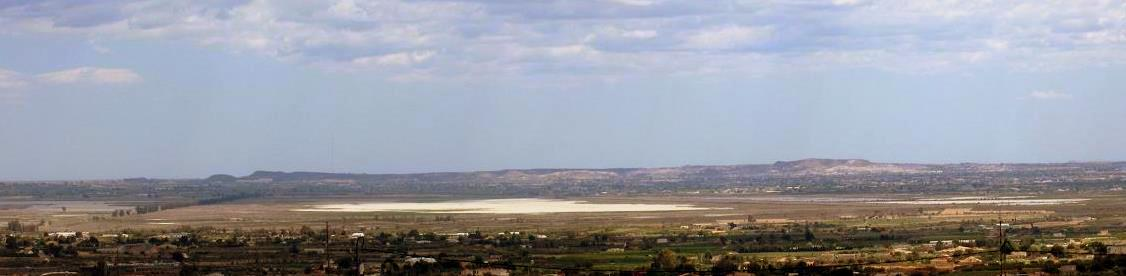
Панорама природного парка Эль Хондо, имеющий категорию V Международного союза охраны природы (IUCN), охранная зона которого подходит к границам Эльче и Кревильенте.

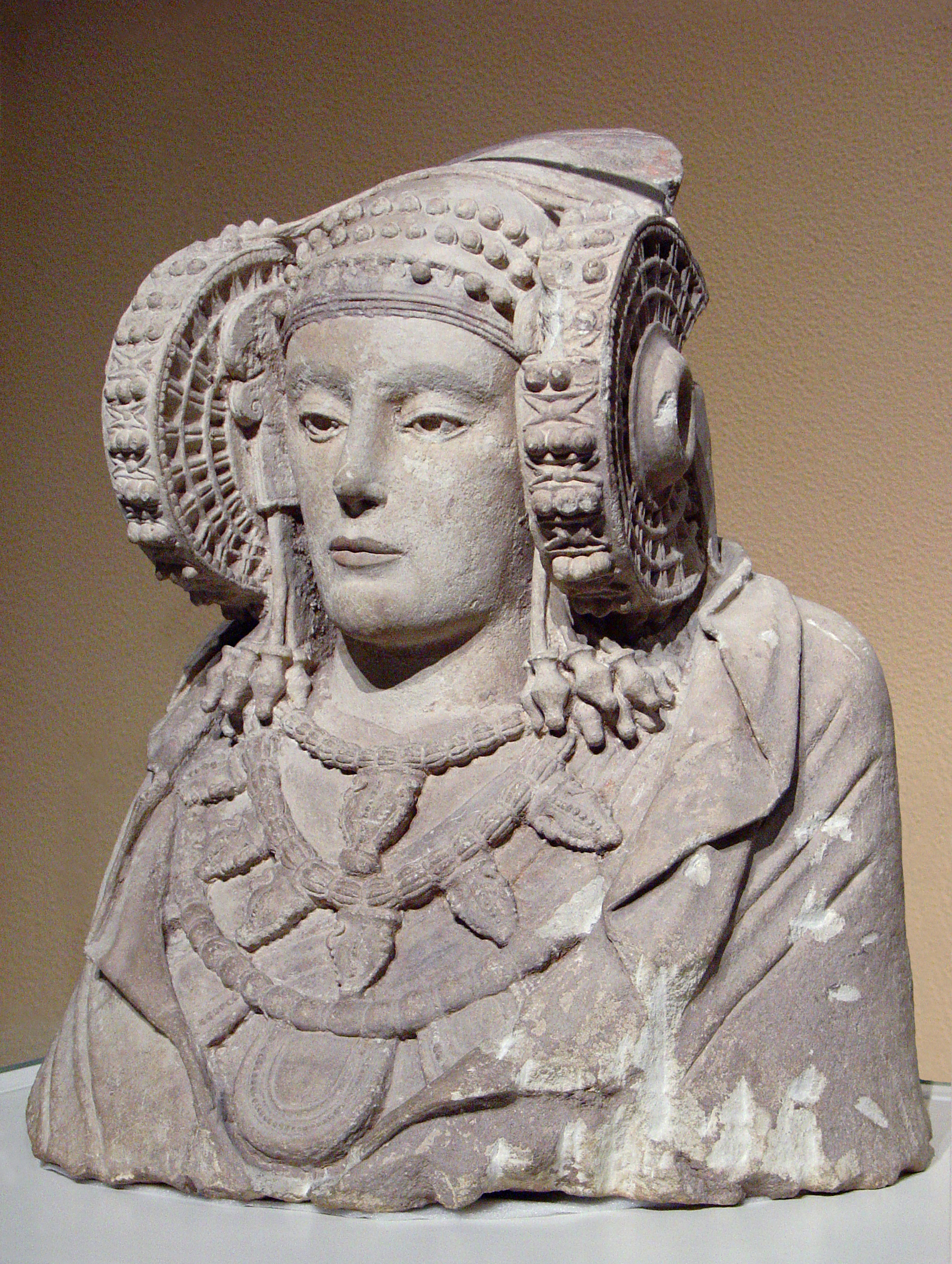
Дама из Эльче
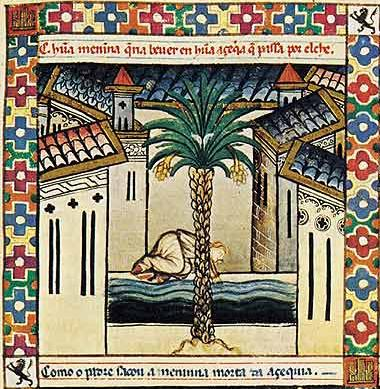
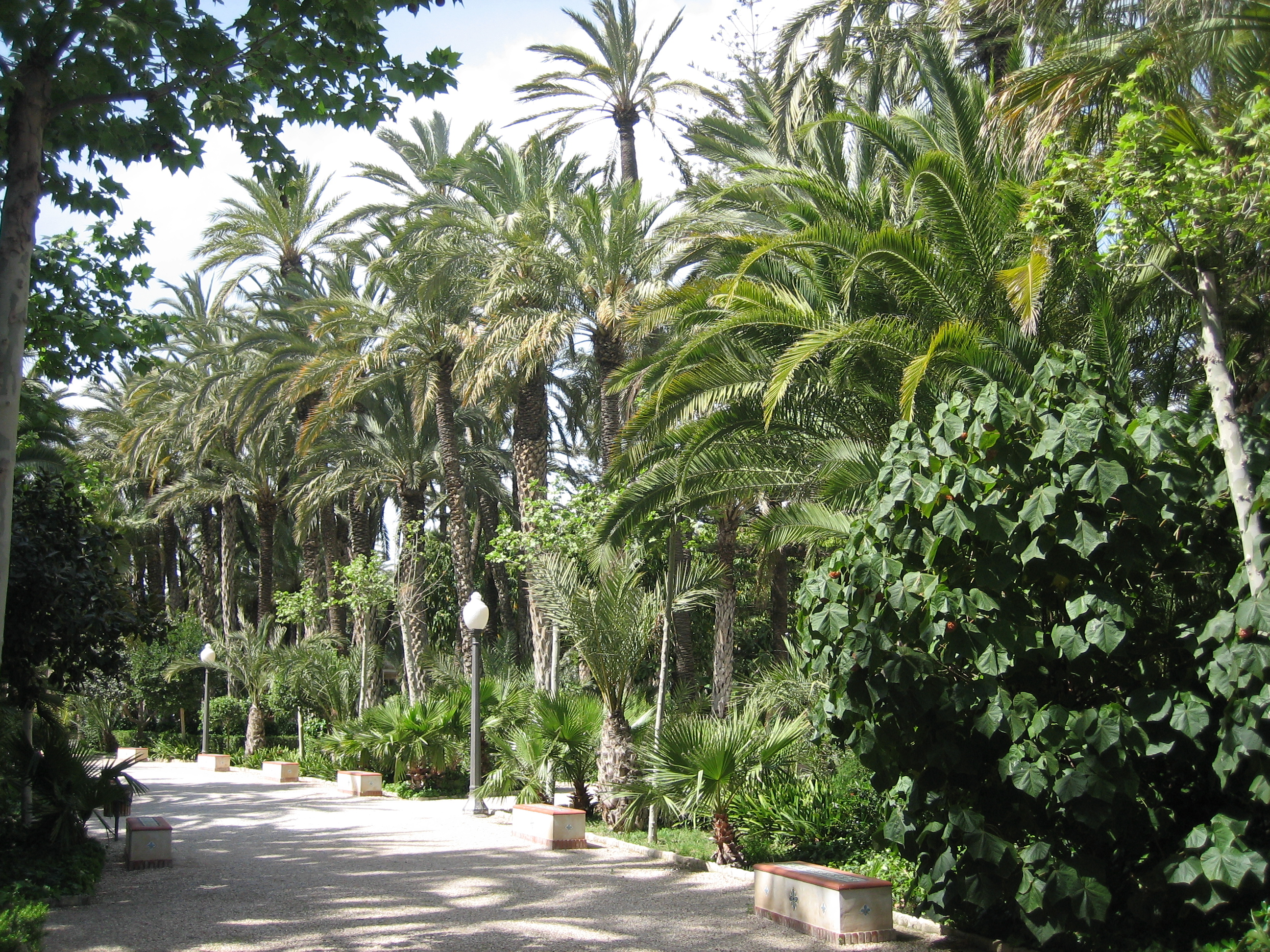
Парк
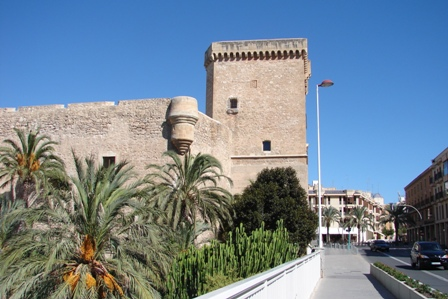
Дворец
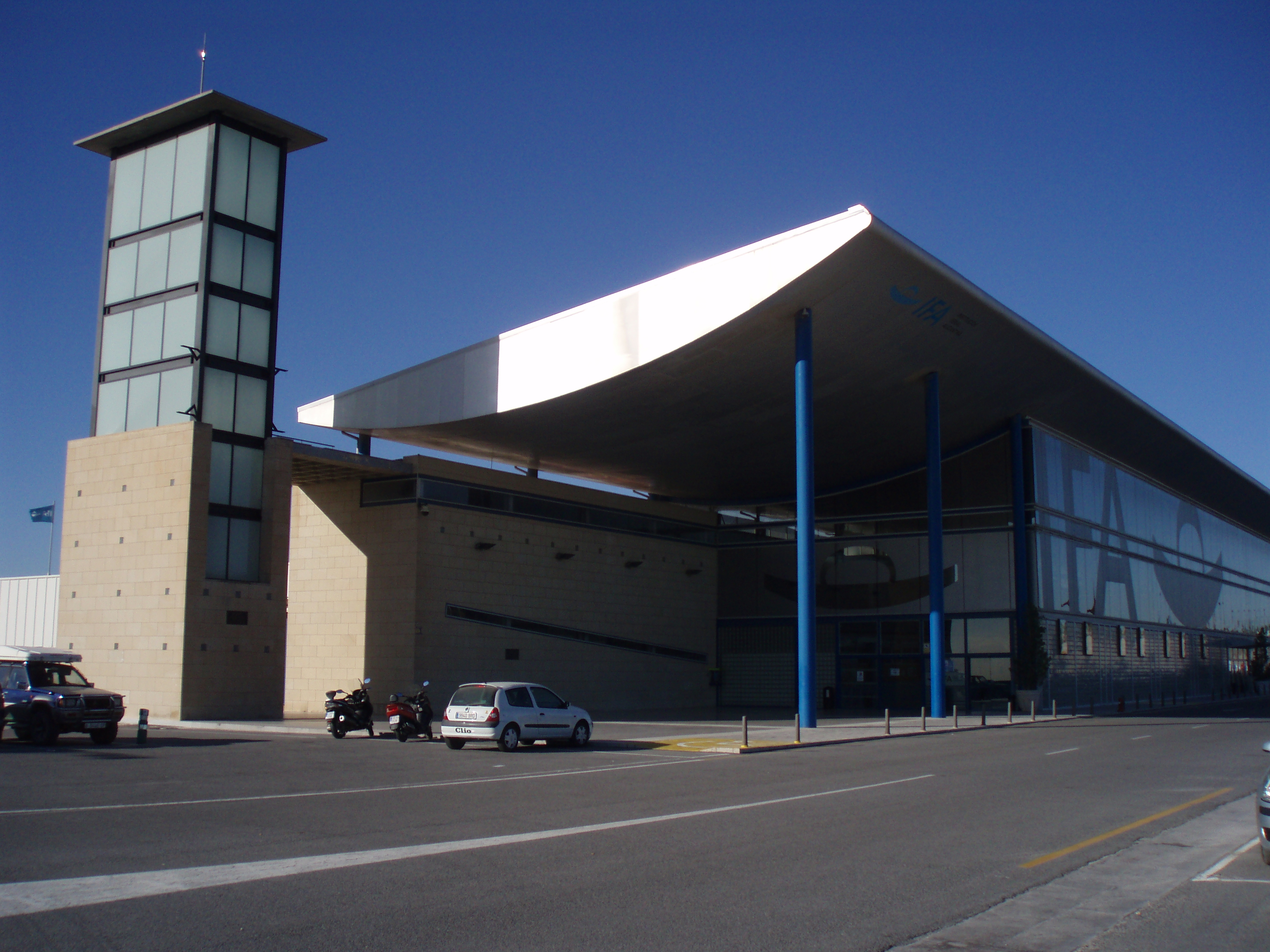
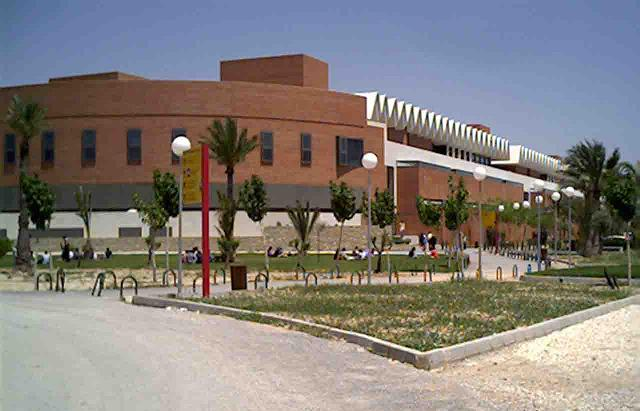
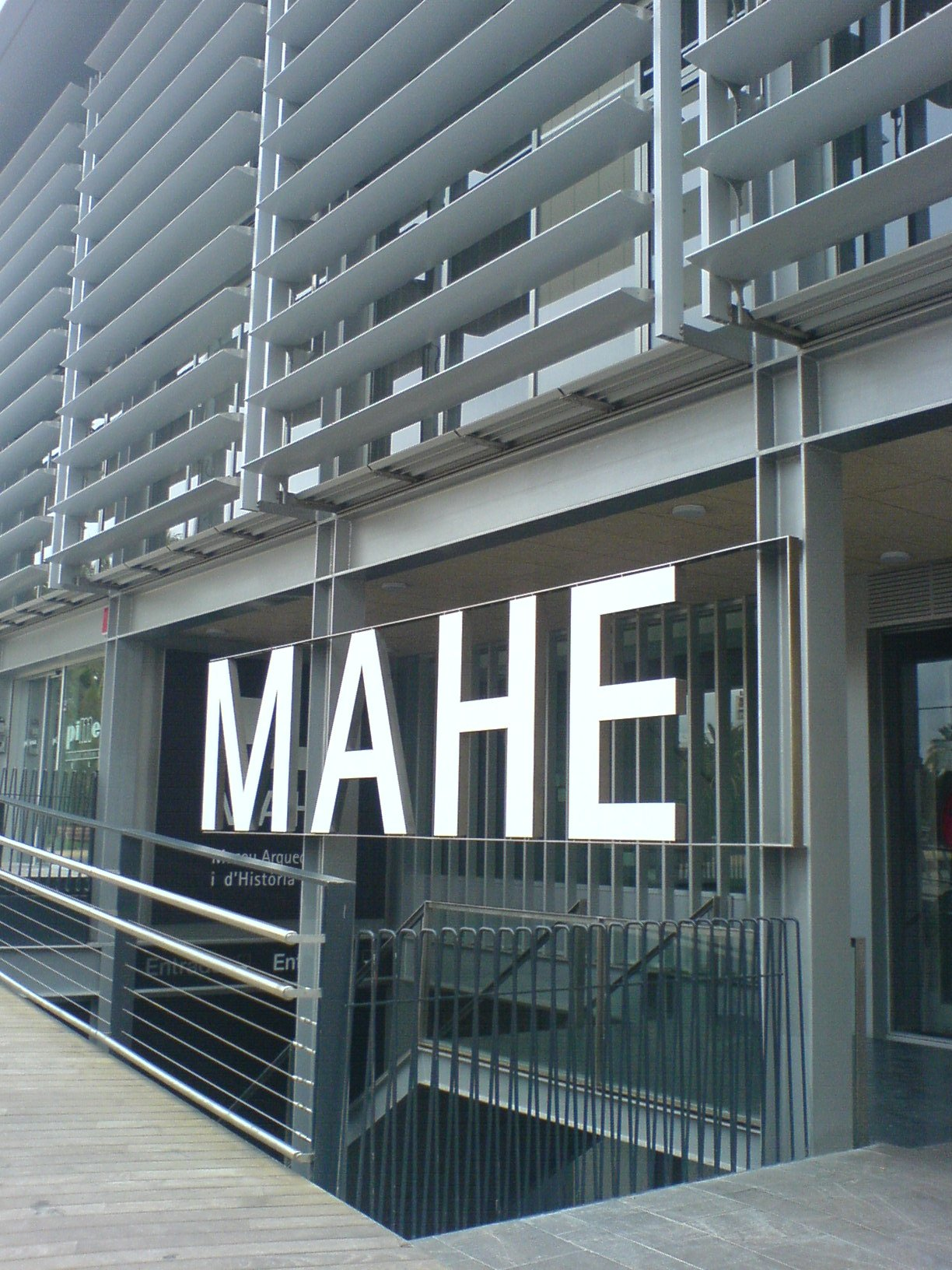
Музей
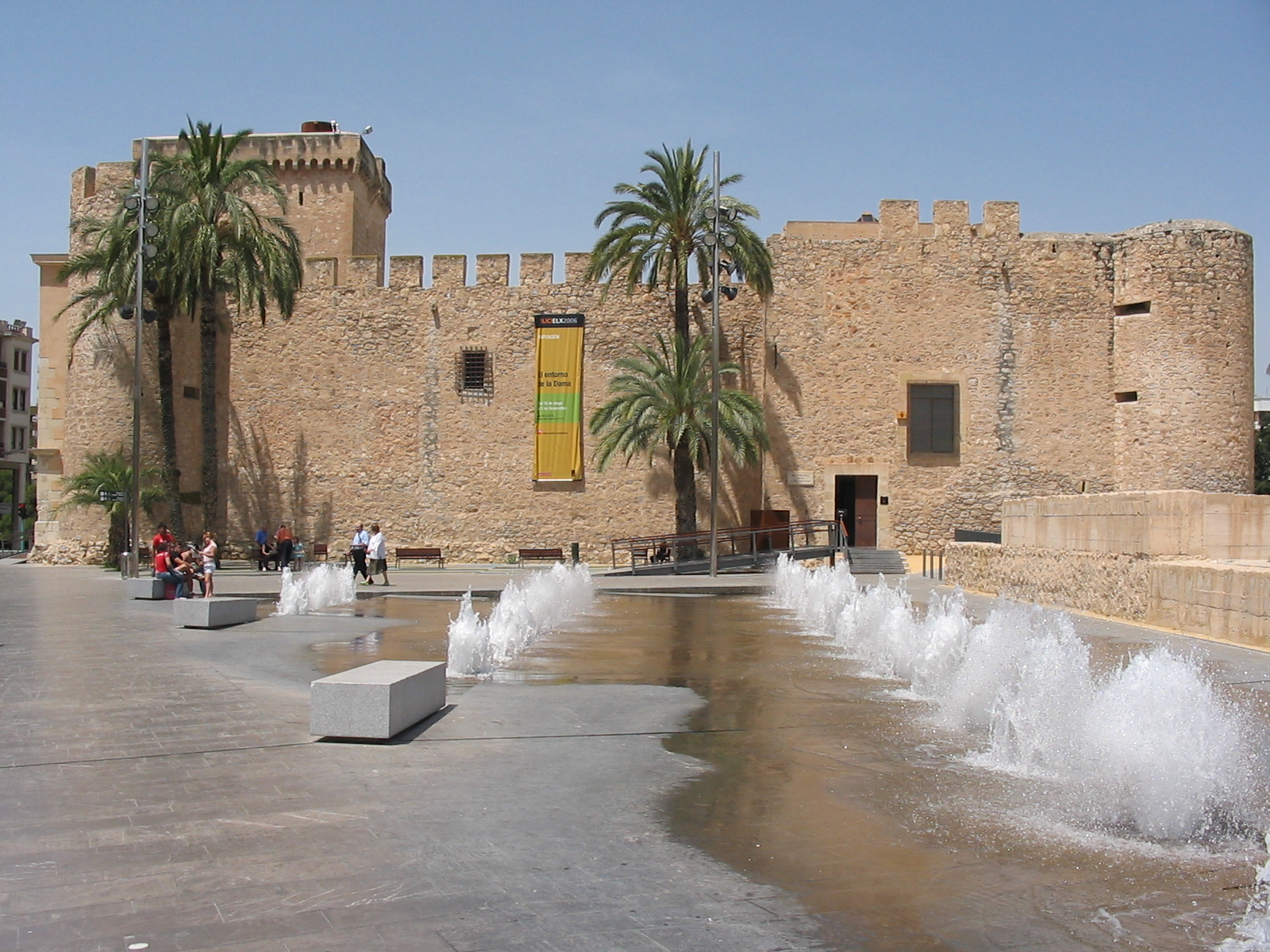
Дворец
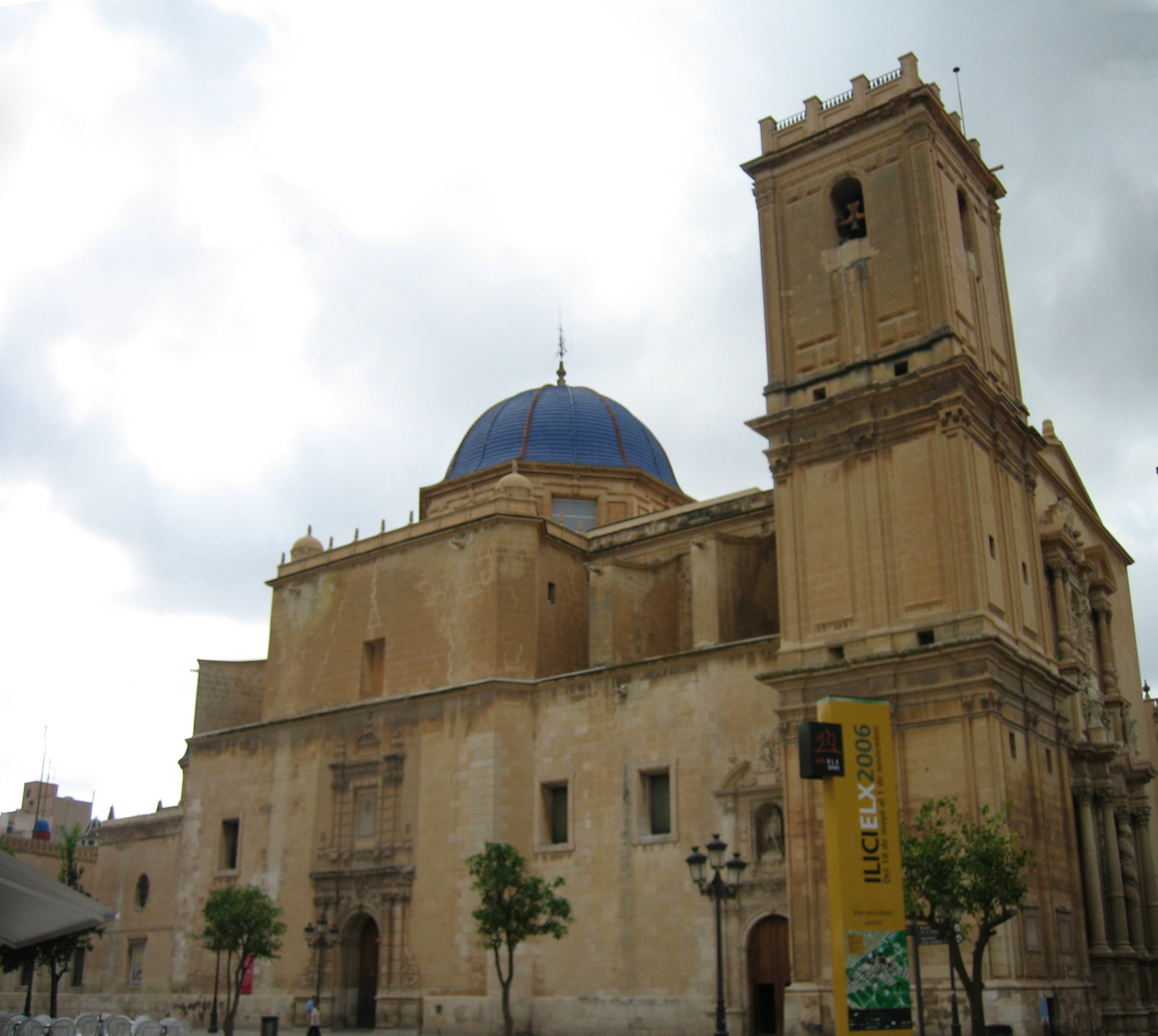
Базилика
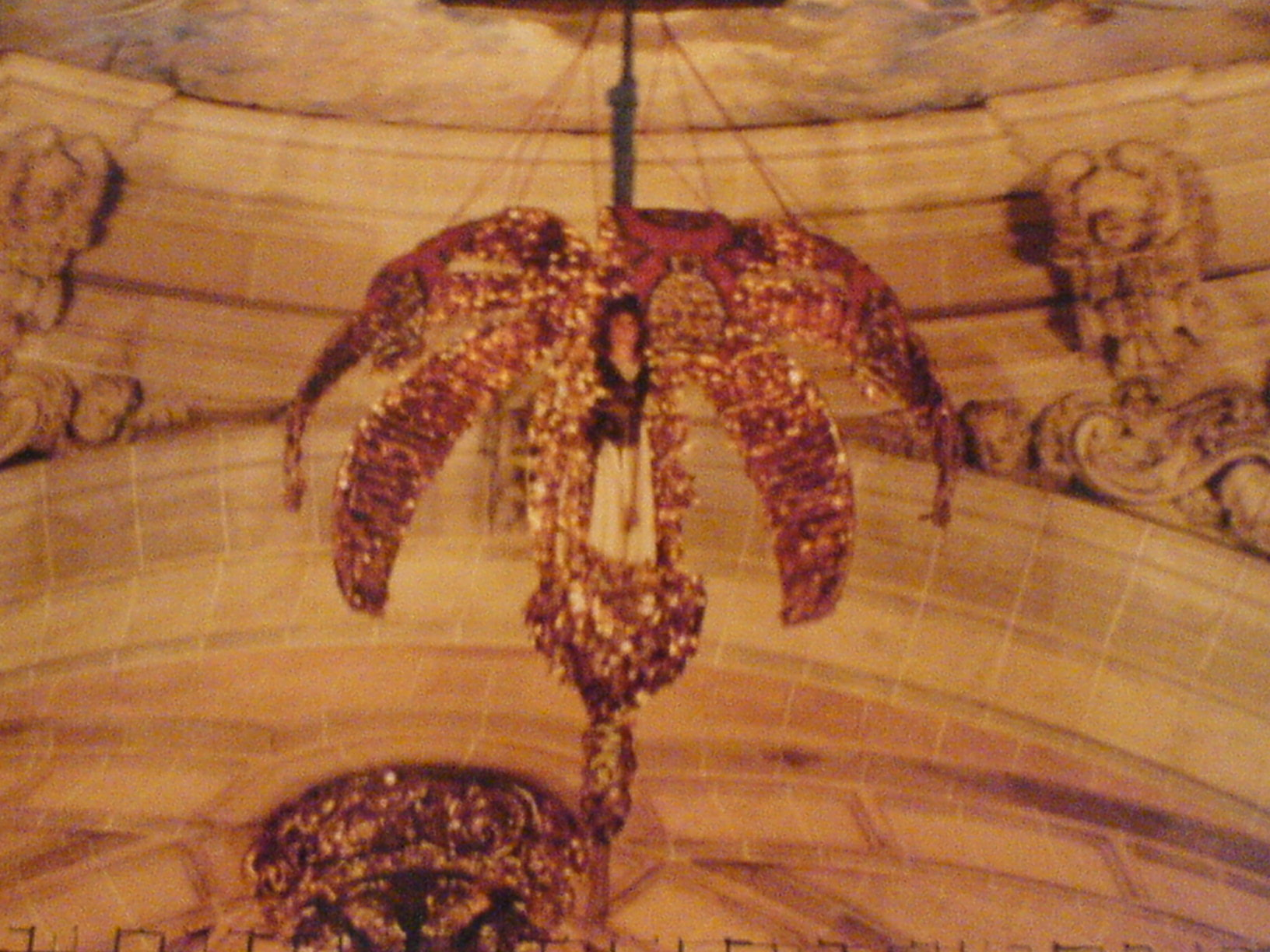
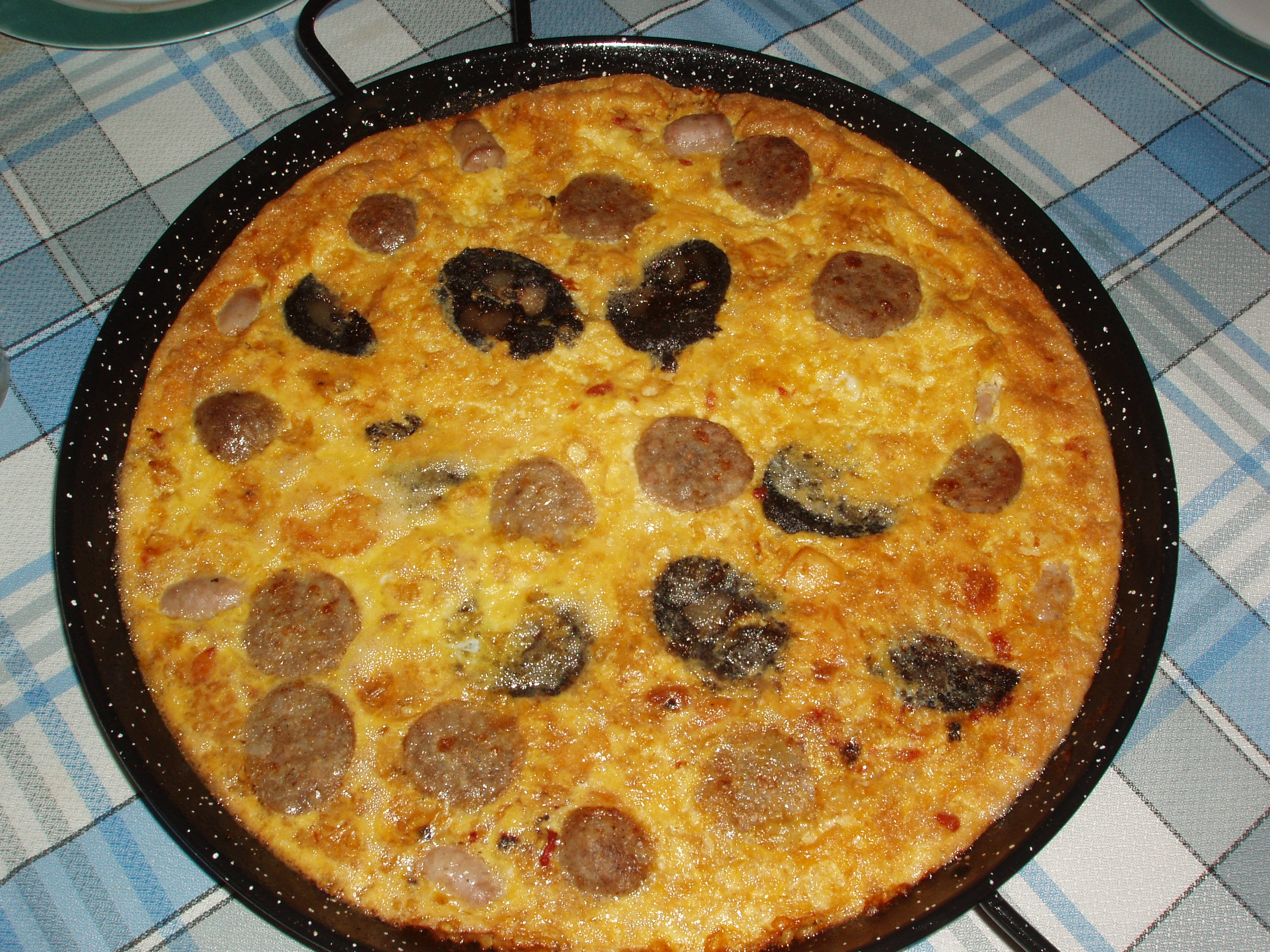
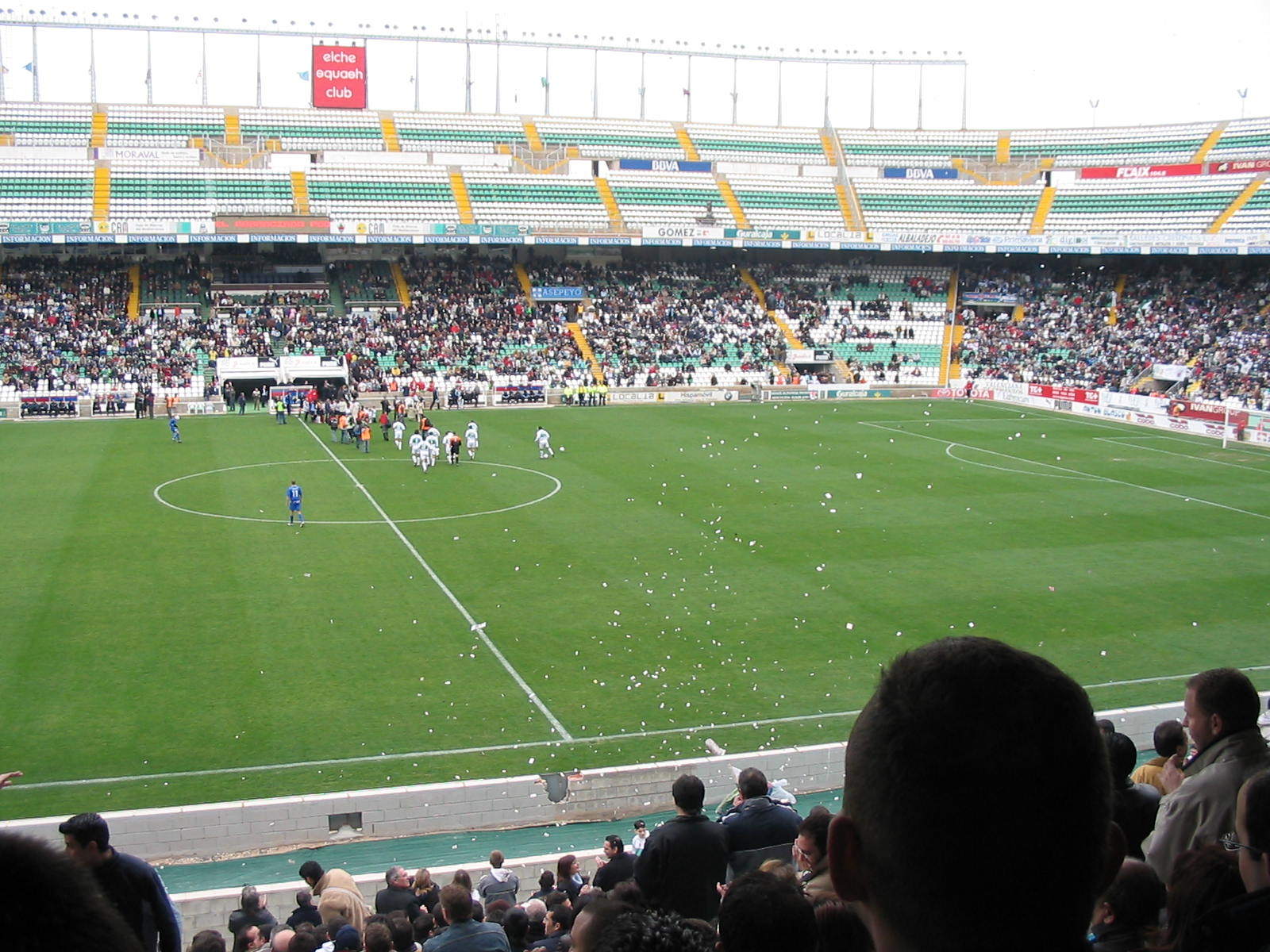
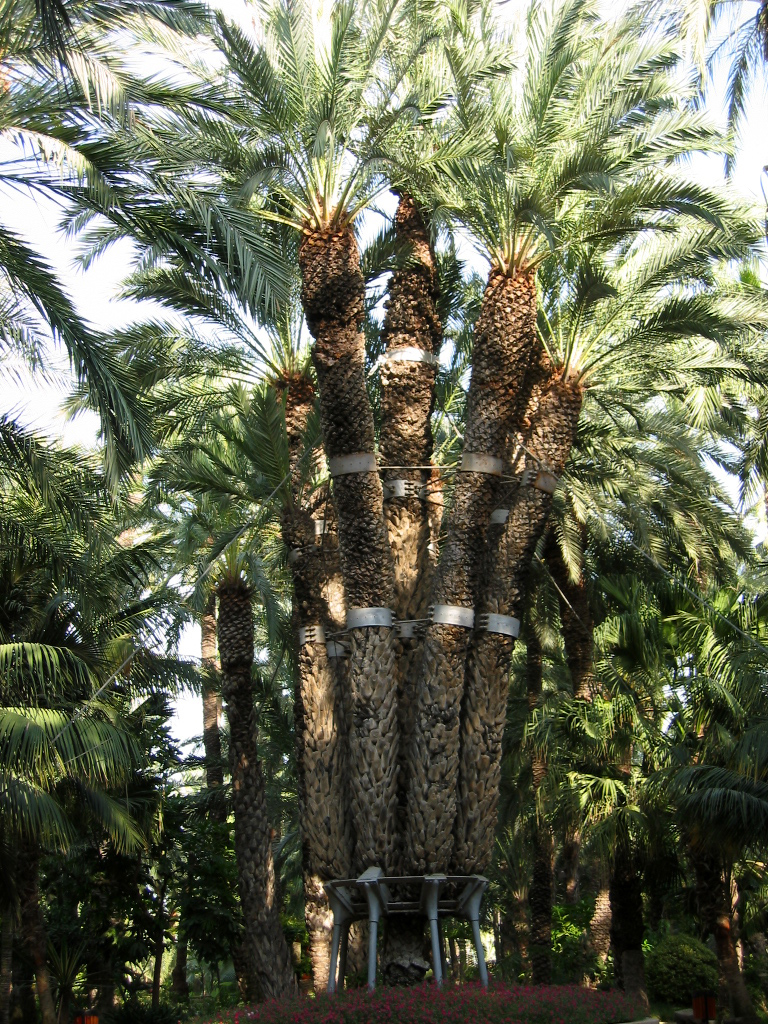